# 寝屋川市立成美小学校
寝屋川市立成美小学校（ねやがわしりつ せいびしょうがっこう）は、大阪府寝屋川市錦町にある公立小学校。
寝屋川市のベッドタウン化による地域人口に伴い、寝屋川市立西小学校の児童数が増加して過大規模になっていた。このことへの対策として、寝屋川市で6番目の公立小学校とし、1960年（昭和35年）に西小学校より分離開校した。その後さらに児童数の増加したため、従来の校区の一部を3小学校に分離した。

## 沿革
- 1960年4月1日 - 開校。(西小学校より分離開校)
- 1960年9月1日 - 現在地に移転。
- 1963年11月4日 - 校歌制定。
- 1966年3月31日 - 従来の校区の一部を、新設の寝屋川市立池田小学校の校区へ分離。
- 1967年10月9日 - 従来の校区の一部を、寝屋川市立中央小学校の校区へ分離。
- 1969年3月31日 - 従来の校区の一部を、新設の寝屋川市立神田小学校の校区へ分離。
- 1996年8月9日 - PTA全国表彰を受ける
- 2006年8月31日 - 教室棟耐震工事完了
- 2011年3月25日 - 大阪府教育委員会より優秀校として表彰
- 2013年12月10日 - 体育館耐震工事完了
- 2015年12月7日 - 校庭貯留浸透施設工事完了

## 交通
- 京阪本線 寝屋川市駅 南西へ約900m。

## 通学区域
- 中学校は寝屋川市立第九中学校へ進学する。